# La Lorraine
Ne doit pas être confondu avec La Lorraine (paquebot).
La Lorraine est une marque automobile française,,.

## Historique de la société
La société Charles Schmid & Feuillette a été fondée en novembre 1897 à Bar-le-Duc. L'objectif était de fabriquer des accessoires tels que des systèmes d'éclairage en plus des automobiles. En 1899, la production d'automobiles a commencé, qui ont été commercialisées sous le nom de La Lorraine. En 1902, la production automobile a pris fin. En 1909, la société a été dissoute. 

## Véhicules
Le seul modèle était équipé d'un moteur monocylindre à l'arrière et d'une boîte de vitesses à friction. Il y avait les styles de corps vis-à-vis et landaulet. 